# Velocidad de detonación
La velocidad de detonación, también conocida como velocidad explosiva, es la velocidad a la que el frente de onda de choque viaja a través de un explosivo en detonación.  Las velocidades de detonación son siempre mayores que la velocidad local del sonido en ese medio material.
La velocidad de detonación es proporcional a la potencia cedida por la detonación del explosivo, por tanto a mayor velocidad, mayor será también la energía cedida por unidad de tiempo, que radica en la onda de choque y en la elevación de la temperatura y presión de los gases.
La eficacia de un explosivo se determina por el equilibrio entre el valor de la impudencia del explosivo, (producto de su densidad por su velocidad de detonación) y de la impedancia del objeto que va a sufrir la voladura, (producto de su densidad por su velocidad de propagación sísmica).

## Factores que afectan a la velocidad de detonación
En general, la velocidad de detonación se incrementa con un menor tamaño de las partículas de explosivo, el aumento de diámetro de carga, y el aumento del confinamiento. También influye el grado de envejecimiento.
Para un mismo tipo de explosivo, la velocidad depende del diámetro del cartucho, del grado de confinamiento y de la energía recibida para su iniciación.

## Clasificación de los explosivos por su velocidad de detonación
- Explosivos nobles o ultrarrompedores: Con velocidades de detonación superiores a 7000 m/s. Ejemplos: pentrita, hexógeno, tetralita...
- Altos explosivos o explosivos rompedores: Con velocidades de detonación entre 2000 y 7000 m/s.
- Explosivos deflagradores: Solo deflagran. Sus velocidades de detonación son inferiores a 2000 m/s.[3] Ejemplos: pólvora negra, pólvora sin humo, nitrato de amonio...

## Medida de la velocidad de detonación
La medida de la velocidad de detonación se puede realizar por diferentes métodos, según la precisión requerida. Los métodos más frecuentes son los de Dautriche, el del cronógrafo y el de Kodowimeter.
A veces se recurre a una predicción aproximada basada en el comportamiento teórico de los gases, (véase condición Chapman-Jouguet) porque en la práctica es difícil de medir.
Las velocidades de detonación habituales en gases toman valores desde 1800 m/s hasta 3000 m/s.  Las velocidades típicas para explosivos sólidos muchas veces se extienden más allá de 4000 m/s hasta 10 300 m/s.

## Velocidad de detonación para explosivos confinados
Si el explosivo se confina antes de la detonación, como dentro de un proyectil de artillería, la fuerza producida se centra en un área mucho más pequeña, y la presión se intensifica de forma masiva. Esto da lugar a que la velocidad de detonación sea mayor que si el explosivo hubiese sido detonado al aire libre. Las velocidades de detonación de gases no confinados son aproximadamente un 70 a 80 % de las velocidades de detonación para gases confinados.